# Class 66
Pour les articles homonymes, voir Class.
Les Classe 66 sont une série de locomotive diesel en service d'abord sur le réseau des chemins de fer britanniques puis en France, dérivées techniquement de la série classe 59.

## Histoire
Lors de la privatisation de British Rail en 1996, English, Welsh and Scottish Railway (EWS), à l'époque filiale de la compagnie américaine Wisconsin Central dirigée par Ed Burkhardt, revendue depuis au Canadien National, a repris l'essentiel des activités de la branche marchandises. Beaucoup des locomotives dont EWS a hérité étaient en fin de carrière et les dirigeants de la société doutaient alors de la fiabilité des machines plus modernes. EWS s'adressa donc à la division Electro-Motive de General Motors (EMD), qui proposa son modèle JT42CWR, mis au point à partir de la locomotive Classe 59 de British Rail, qui reçut donc la codification « Classe 66 » dans le système de classification britannique. EWS commanda 250 exemplaires de cette locomotive, qui furent construits à London (Ontario) au Canada.
La Classe 66 intègre beaucoup d'idées venues d'Amérique et diffère sensiblement des Classe 60 de British Rail, construites assez récemment selon un schéma plus traditionnel.
En 1998, Freightliner commanda des locomotives de ce type, suivie plus tard par GB Railfreight et par Direct Rail Services. La Classe 66 a également été choisie par des nouveaux entrants en Europe continentale où elle est actuellement certifiée pour l'exploitation en Allemagne, aux Pays-Bas, en Belgique, au Luxembourg, en Suède, en Norvège, au Danemark et en Pologne. EWS les a également fait certifier en France pour y développer son activité par l'intermédiaire de sa filiale Euro Cargo Rail. Leur certification est attendue aussi en République Tchèque et en Italie[Quand ?].
Du fait de leur identité britannique bien établie, EMD Europe commercialise cette locomotive sous le nom d'EMD Series 66.
La dernière Classe 66 produite est livrée en février 2016 à GB Railfreight.

## Utilisateurs

### Direct Rail Services
Direct Rail Services (DRS) est la dernière entreprise à opter pour la locomotive Classe 66. Auparavant, la société s'était appuyé sur un  DRS passa donc commande de dix locomotives Classe 66/4 à General Motors. Elles furent livrées en 2003 et ont été affectées à un nouveau trafic anglo-écossais. Elles ont été peintes dans une variante de la livrée bleue de DRS. D'autres locomotives pourraient être commandées pour remplacer les anciennes machines Classe 33 et Classe 47.

### English, Welsh and Scottish Railway
English, Welsh and Scottish Railway (EWS) fut la première entreprise ferroviaire du Royaume-Uni à commander des locomotives de la classe 66. 250 locomotives furent commandées, la première arriva par bateau à la mi-1998, la dernière fut livrée exactement deux ans plus tard, à la mi-2000.

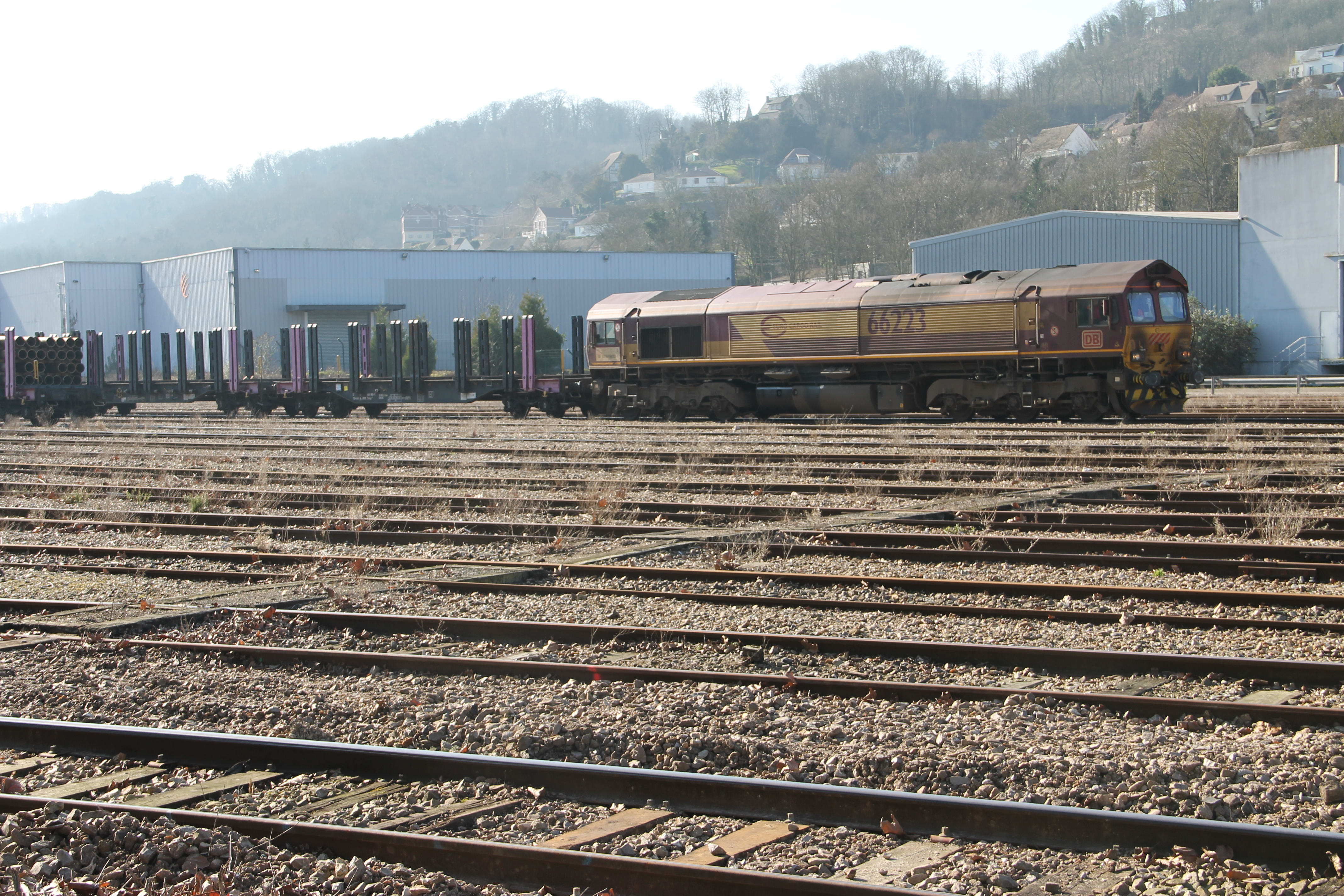
Classe 66 d'Euro Cargo Rail manœuvrant un train de tubes Vallourec à Canteleu

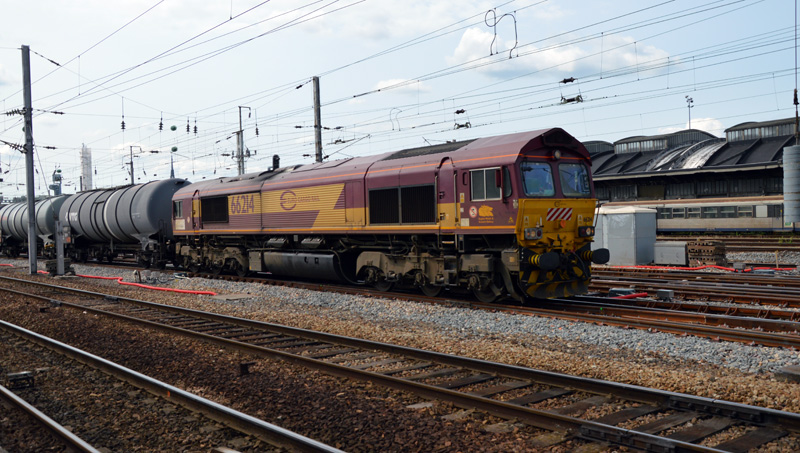
Locomotive n° 66214 à Amiens le 26 juin 2013. Ces locomotives tirent les trains de fret d'Euro Cargo Rail

### Freightliner
Freightliner a suivi la première EWS en commandant de nouvelles locomotives de la Classe 66/5. Après une commande initiale portant sur cinq machines, la société a continué ses commandes par petits lots.
En 2000, une nouvelle série, Classe 66/6, a été construite, avec un rapport de transmission modifié permettant de tracter des trains plus lourds, mais à une vitesse plus lente toutefois.
La société a également passé une commande de locomotives de la série plus récente, Classe 66/9, qui est une variante à basse émission.

### GB Railfreight
GB Railfreight (GBRF) est le plus récent exploitant fret en Grande-Bretagne. Cette entreprise a choisi de commander des locomotives de la série Classe 66/7 plutôt que d'acheter des machines d'occasion à EWS ou à Freightliner. Actuellement, GBRF dispose d'un parc de soixante-dix machines, portant une livrée particulière orange et bleu. Elles sont affectées à des trafics lourds liés à des contrats avec le gestionnaire d'infrastructure Network Rail et tractent également des trains de conteneurs entre Felixstowe et la région des West Midlands.
Cinq locomotives supplémentaires (numérotées 66717-722) ont été commandées pour les travaux d'infrastructure de Metronet.

## Composition du parc
| Sous-classe | Effectif commandé | Série de numérotation | Exploitants  | Numéros de locomotives | Effectif en service | Observations                                            |
| ----------- | ----------------- | --------------------- | ------------ | ---------------------- | ------------------- | ------------------------------------------------------- |
| 66/0        | 250               | 66001-250             | EWS          | 66001-250              | 250                 | -                                                       |
| 66/4        | 10                | 66401-410             | DRS          | 66401-410              | 10                  | -                                                       |
| 66/5        | 81                | 66501-581             | Freightliner | 66501-520/522-581      | 80                  | No 66521 radiée à la suite de l'accident de Great Heck. |
| 66/6        | 22                | 66601-622             | Freightliner | 66601-622              | 22                  | -                                                       |
| 66/7        | 22                | 66701-722             | GBRf         | 66701-722              | 17                  | No 66718-66722 en construction[Quand ?]                 |
| 66/9        | 2                 | 66951-952             | Freightliner | 66951-952              | 2                   | -                                                       |

DRS = Direct Rail Services

EWS = English, Welsh and Scottish Railway

GBRf = GB Railfreight

## Sources
- Peter Fox, Peter Hall et Robert Pritchard, British Railways Locomotives & Coaching Stock 2004, Sheffield, Platform 5, 2004 (ISBN 1-902336-39-9)
- Peter Fox, Peter Hall et Robert Pritchard, British Railways Locomotives & Coaching Stock 2008, Sheffield, Platform 5, 2008 (ISBN 978-1-902336-63-3)
- Ben Jones, « Freight without Frontiers: 20 years of Class 66 », The Railway Magazine,‎ juillet 2018, p. 23–29
- Electro-Motive Diesel, Inc. EMD: JT42CWRM.